# Thaumatolpium robustius
Espèce
Thaumatolpium robustius est une espèce de pseudoscorpions de la famille des Garypinidae.

## Distribution
Cette espèce est endémique de la région d'Atacama au Chili. Elle se rencontre vers Huasco.

## Description
Le mâle mesure 3,2 mm et les femelles de 3,4 à 4 mm.

## Publication originale
- Beier, 1964 : Die Pseudoscorpioniden-Fauna Chiles. Annalen des Naturhistorischen Museums in Wien, vol. 67, p. 307-375 (texte intégral).